# Windows 98
Windows 98 (tên mã Memphis) hay Windows 98 FE (Windows 98 First Edition). Windows 98 bản gốc sở dĩ được đặt tên như vậy để nhằm phân biệt với Windows 98 Second Edition phát hành vào năm 1999. Windows 98 là một hệ điều hành giao diện đồ họa được Microsoft giới thiệu vào ngày 25 tháng 6 năm 1998.
Hệ điều hành này là một phiên bản nâng cấp của Windows 95. Cũng như Windows 95, hệ điều hành này là một hệ thống pha trộn 16-bit/32-bit. Hệ điều hành này hỗ trợ tốt hơn các thiết bị phần cứng AGP, USB... Giống với phiên bản Windows 95 trước đó, Internet Explorer tiếp tục được tích hợp vào trong giao diện Windows Explorer (đây là thành phần được gọi là Active Desktop).

## Windows 98 Second Edition
Windows 98 Second Edition (thường gọi "Windows 98 SE") là phiên bản nâng cấp của Windows 98. Windows 98 Second Edition được Microsoft giới thiệu vào ngày 5 tháng 5 năm 1999. Internet Explorer 5.0 đã được đưa vào Windows 98 Second Edition thay thế cho Internet Explorer 4.0 của Windows 98.

## Nâng cấp
Một số thành phần của phiên bản gốc Windows 98 và Windows 98 Second Edition có thể được cập nhật lên các phiên bản mới hơn. Bao gồm các:
- Internet Explorer 6 SP1 and Outlook Express 6 SP1
- Windows Media Format Runtime and Windows Media Player 9 Series on Windows 98 Second Edition and Windows Media Player 7.1 on Windows 98 original release.
- Windows Media Encoder 7.1 and Windows Media 8 Encoding Utility
- DirectX 9.0c
- MSN Messenger 7.0
- Significant features from newer Microsoft operating systems can be installed on Windows 98. Chief among them are.NET Framework versions 1.0, 1.1 and 2.0, the Visual C++ 2005 runtime, Windows Installer 2.0, the GDI+ redistributable library, Remote Desktop Connection client 5.2 and the Text Services Framework.
- Several other components such as MSXML 3.0 SP7, Microsoft Agent 2.0, NetMeeting 3.01, MSAA 2.0, ActiveSync 3.8, WSH 5.6, Microsoft Data Access Components 2.81 SP1, WMI 1.5 and Speech API 4.0.
- Office XP is the last version of Microsoft Office to be compatible with Windows 98.
- Although Windows 98 does not fully support Unicode, certain Unicode applications can run by installing the Microsoft Layer for Unicode.

## Trình diễn báo chí
Việc phát hành Windows 98 được bắt đầu bằng một cuộc biểu tình báo chí đáng chú ý tại COMDEX vào tháng 4 năm 1998. Giám đốc điều hành Microsoft Bill Gates đã nêu bật tính dễ sử dụng của hệ điều hành và hỗ trợ nâng cao cho Plug and Play (PnP). Tuy nhiên, khi trợ lý thuyết trình Chris Capossela cắm nóng máy quét USB vào, hệ điều hành đã bị treo, hiển thị Màn hình xanh chết chóc (BSOD). Bill Gates nhận xét sau những tràng pháo tay chế nhạo và cổ vũ từ khán giả, "Đó phải là lý do tại sao chúng tôi chưa vận chuyển Windows 98." Đoạn video về sự kiện này đã trở thành một hiện tượng Internet phổ biến.

## Vòng đời sản phẩm
Microsoft đã lên kế hoạch ngừng hỗ trợ cho Windows 98 vào ngày 16 tháng 1 năm 2004. Tuy nhiên, do sự phổ biến liên tục của hệ điều hành (27% lượt xem trang của Google là trên các hệ thống Windows 98 trong tháng 10 năm 2003), Microsoft đã quyết định để duy trì hỗ trợ cho đến ngày 11 tháng 7 năm 2006. Hỗ trợ cho Windows Me cũng kết thúc vào ngày này. Dưới sự hỗ trợ phần mềm tối thiểu hóa, thị phần Windows 98 (SE) được công bố bởi lượt truy cập đã giảm dần xuống còn 2,7%. Windows 98 không còn có sẵn dưới bất kỳ hình thức nào do các điều khoản của các khu định cư liên quan đến Java mà Microsoft thực hiện với Sun microsystems. Năm 2011, Microsoft đã gỡ bỏ các trang web cập nhật cho Windows 98 và Windows 98 SE.

## Yêu cầu hệ thống
|            | | | |
|            | Hệ điều hành | Hệ điều hành | Ghi chú |
| Windows 98 | Windows 98 SE | | Ghi chú |
| Vi xử lý   | Intel 80486 66 MHz hoặc cao hơn | Intel 80486 66 MHz hoặc cao hơn | Được khuyến khích nên dùng CPU Pentium                                                                                          |
| RAM        | 16 MB | 24 MB | 24 MB RAM được khuyến khích; có thể khởi chạy trên hệ thống có 8 MB RAM với tùy chọn /nm được dùng trong lúc cài đặt            |
| Bộ nhớ     | - Nâng cấp từ Windows 3.1 hoặc 95: 120–295 MB (thường là 195 MB). - Cài đạt mới bằng FAT16: 165–355 MB (thường là 225 MB). - Cài đặt mới bằng FAT32: 140–255 MB (thường là 175 MB). | - Nâng cấp từ Windows 3.1 hoặc 95: 120–295 MB (thường là 195 MB). - Cài đạt mới bằng FAT16: 165–355 MB (thường là 225 MB). - Cài đặt mới bằng FAT32: 140–255 MB (thường là 175 MB). | Dung lượng yêu cầu dựa trên cách cài đặt và các thành phần đã chọn nhưng bộ nhớ ảo, các tiện ích hệ thống và driver nên xem xét |
| Màn hình   | VGA hoặc màn hình có độ phân giải lớn hơn (640×480) | VGA hoặc màn hình có độ phân giải lớn hơn (640×480) | |
| Ổ đĩa      | Ổ đĩa CD-ROM hoặc ổ đĩa DVD-ROM | Ổ đĩa CD-ROM hoặc ổ đĩa DVD-ROM | Có thể cài đạt bằng ổ đĩa mềm nhừng cài đặt sẽ chậm hơn bằng đĩa CD                                                             |
| Đàu vào    | Microsoft Mouse hoặc thiết bị trỏ tương thích | Microsoft Mouse hoặc thiết bị trỏ tương thích | |

## Hạn chế
Windows 98 không được thiết kế để xử lý hơn 1.0 GB RAM mà không thay đổi. Cách khắc phục và bản vá của bên thứ ba có sẵn để khắc phục thiếu sót này. Cả Windows 98 và Windows 98 Second Edition đều gặp sự cố khi chạy trên ổ cứng lớn hơn 32 GB và một số cài đặt BIOS Phoenix nhất định. Một bản cập nhật phần mềm đã sửa lỗi thiếu sót này. Ngoài ra, cho đến Windows XP với Gói dịch vụ 1, Windows không thể xử lý các ổ đĩa cứng có kích thước trên 137 GB với trình điều khiển mặc định, do thiếu hỗ trợ Địa chỉ khối logic 48 bit. Mặc dù Microsoft chưa bao giờ chính thức khắc phục sự cố này, các bản vá không chính thức có sẵn để khắc phục thiếu sót này trong Windows 9x, mặc dù tác giả tuyên bố rằng hỏng dữ liệu là có thể và không đảm bảo rằng nó sẽ hoạt động như mong đợi.